# Haworthia truncata
Espèce
Classification APG III (2009)
Haworthia truncata est une espèce de plante succulente du genre Haworthia et de la famille des Xanthorrhoeaceae. Elle est originaire de la Province du Cap en Afrique du Sud.

## Description
Ce sont des plantes de petite taille : 2 cm de haut, 10 cm de large. L'espèce est facilement reconnaissables grâce à ses feuilles sont de section quasi-rectangulaires et disposées en deux rangées se faisant face. Ces feuilles sont de couleur gris ou gris vert se redressant pour atteindre quasiment la verticale. Leur face supérieure donne l'impression d'avoir été coupée (ou tronquée) d'où le nom de l'espèce. Elle est aplatie et translucide pour laisser passer la lumière. Les feuilles sont parcourues de lignes grises ou blanches et avec des verrucosités.
Dans la nature, elle vit en colonies. Elle est souvent semi-enterrée ne laissant apparaitre que cette extrémité des feuilles. Tout comme les lithops, fenestraria, haworthia cymbiformis.
Fleurs en été de peu d'intérêt en grappes tubulées blanches au bout d'une tige de 20cm.

## Culture
Sa culture est relativement facile. Le substrat doit être bien drainé et plutôt minéral. On conseille un pot peu profond car les racines sont charnues comme celles de toutes les Haworthia et elles pourrissent facilement en cas de contact prolongé avec l'eau.
Exposition ensoleillée ou légèrement ombragée.
Arrosages abondants pendant la période de croissance (mars à octobre), en laissant cependant sécher le substrat entre deux arrosages. En hiver, laisser totalement au sec. Température idéale +5 °C mais peut supporter jusqu'à -2 °C si totalement au sec. Craint le calcaire.
Souvent affectée par les cochenilles farineuses qui prolifèrent dans les anfractuosités de la plante.
Le mode de multiplication le plus facile est la division des touffes, puis le bouturage. Le semis est plus difficile.
Dans des zones climatiques privilégiées, elle peut être cultivée en pleine terre, plutôt en rocaille ou sur une pente caillouteuse pour faciliter le drainage.

## Liens externes

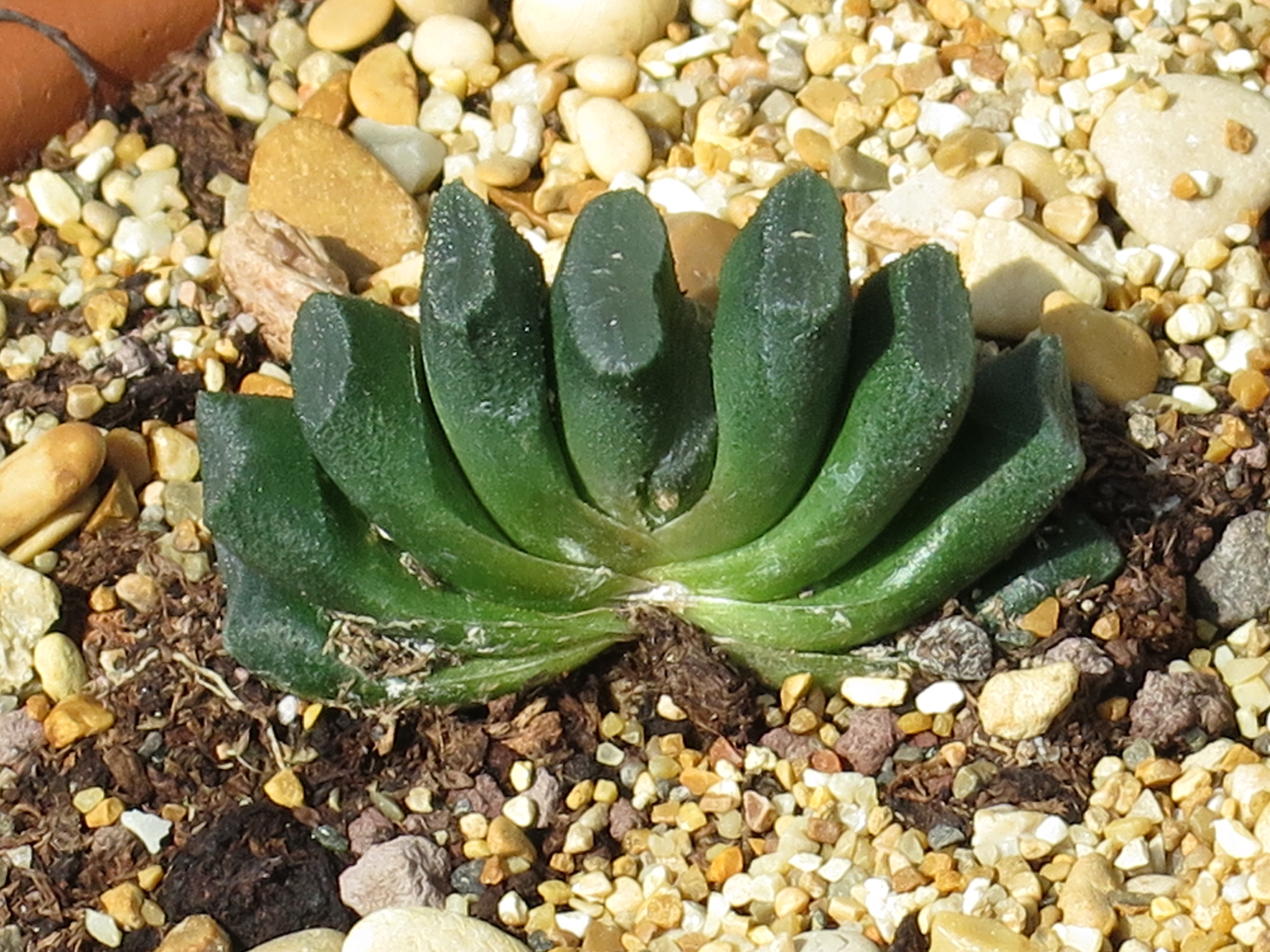
Haworthia truncata.